# Bell XF-109
Bell XF-109 – amerykański myśliwiec bombardujący pionowego startu i lądowania (VTOL). Zaprojektowany przez firmę Bell Aircraft Corporation. Zbudowano jedynie makietę samolotu.

## Historia
Firma Bell na własną rękę opracowywała projekt samolotu pionowego startu i lądowania od 1959 roku. Projekt powstał na fali zaniepokojenia Sił Powietrznych Stanów Zjednoczonych możliwością zniszczenia i utraty lotnisk podczas ewentualnej wojny w Europie. Powstało wówczas szereg projektów samolotów wielozadaniowych, mogących działać niezależnie od stałych baz lotniczych. Jednym z takich projektów był Bell XF-109 (oznaczenie firmy D-188A), ośmiosilnikowy pionowzlot. Samolot posiadał długi kadłub z jednoosobową kabiną, za którą umieszczono dwa ustawione pionowo silniki J85-GE-19 o ciągu 13,4 kN. Za nimi znajdowały się zbiorniki paliwa, a w tylnej części kadłuba umieszczono dwa małe chwyty powietrza dla dwóch silników J85-GE-5, o ciągu 11,6 kN każdy, służących do lotu poziomego. Na końcach trapezowych skrzydeł zamontowano po jednej gondoli z dwoma silnikami J85-GE-5 każda. Gondole mogły obracać się o 90°, umożliwiając pionowy start samolotu. Cała konstrukcja miała zostać wykonana jako klasyczna konstrukcja półskorupowa, z duraluminium i częściowo ze stali. Siły powietrzne nie wykazały jednak żadnego zainteresowania tą konstrukcją i w 1961 roku program zamknięto.